# Pascal Arroyo
Pascal Arroyo (né à Le Petit-Quevilly en Seine-Maritime le 15 octobre 1946) est un musicien, bassiste, compositeur, arrangeur, réalisateur et directeur musical français. Il crée ou participe à divers groupes de rock progressif français au début des années 1970, dont NEMO, puis accompagne l’ascension de Bernard Lavilliers et sa carrière musicale pendant 27 ans. Pascal Arroyo a également contribué aux albums et / ou concerts de multiples artistes français, composé des musiques de films et assuré la direction musicale de shows TV.

## Biographie

### Débuts
Pascal Arroyo, né à Le Petit-Quevilly 76140 le 15 octobre 1946, a étudié le piano et le solfège jusqu’en Supérieur au Conservatoire de musique de Rouen, tout en participant à la scène musicale locale. Parmi ses expériences « lycéennes », il se souvient avoir joué du pipeau solo dans un groupe de Free Jazz.
Durant l’été 1967, c’est en tant que saxophoniste qu’il rejoint le groupe local Beatsounds qui se produit tous les soirs au casino de Saint-Valery-en-Caux. Le guitariste étant parti réviser son bac à Ibiza, il le remplace au pied levé.
En 1968, Pascal Arroyo fait partie du groupe Analogon en tant que saxophoniste puis très rapidement en tant que bassiste. Le groupe gagne le concours du Bus Palladium à Paris 4 semaines de suite, puis le 1er prix au tremplin du Golf-Drouot.
En 1969, Pascal Arroyo devient l’organiste des Lakes’ Men, groupe de rhythm 'n' blues dijonnais fondé par Albert Marcoeur qui écume les clubs européens, avant d’en remplacer le bassiste parti se marier.
En 1970, Pascal Arroyo, qui a définitivement opté pour la basse comme instrument principal (tout en chantant et en jouant des claviers lorsque nécessaire), contribue à la création du collectif Kapak avec François Bréant (claviers, vibraphone, chant), Patrice Tison (guitare, chant), et Albert Marcoeur (batterie, chant). Kapak est un laboratoire musical permanent mélangeant sans vergogne tous les styles de musique que ces musiciens admiraient depuis toujours : jazz free ou non, rock progressif, funk, soul. Kapak était inspiré par les impertinences de Captain Beefheart, par la créativité débridée de Frank Zappa mêlant humour et excellence instrumentale. Le groupe connait près de 2 ans de vie communautaire ascétique à la campagne, se produisant dans les orchestres de bal locaux ou comme musiciens au studio d’enregistrement « Frémontel » de Jacques Denjean, établi dans une ancienne ferme, où Pascal Arroyo joue le rôle d’ingénieur du son. Un album de Kapak, « Action rock’n’roll combo », inédit à ce jour, y est enregistré.
En 1971, persuadés que leur avenir s’y situe, Pascal Arroyo et François Bréant partent aux USA vivre presque un an d’errance à New York, Los Angeles et San Francisco où ils fréquentent les musiciens de la scène de l’époque (Blood, Sweat and Tears, etc.).

### NEMO
Rentré en France en 1972, Pascal Arroyo fonde le groupe NEMO avec son complice François Bréant, ainsi que Marc Perru (guitare, chant), Clément Bailly (batterie), et Manu Lacordaire (percussions, guitare),.
NEMO crée une musique hybride de funk, rock progressif et jazz fusion sur des textes en anglais. Le groupe est alors un des acteurs majeurs d’une scène « prog-rock » française très créative. Aux côtés de Magma, Gong, Triangle, Martin Circus, Zao, Weidorje, Zoo, Pulsar, Carpe Diem et tant d’autres, ils se battent contre un show bizness frileux et conservateur pour créer des musiques folles et contribuent au grand chambardement culturel de la génération.
NEMO joue sur toutes les scènes rock de l’époque et enregistre deux albums Nemo (1973) et Doin’ nuthin’ (1975), salués par la presse et les aficionados.
Le groupe se sépare en 1976 du fait de divergences artistiques.

### Avec Bernard Lavilliers
Fin 1976, Pascal Arroyo devient musicien d’un Bernard Lavilliers encore inconnu du grand public, et restera à ses côtés pendant vingt-sept ans, soit jusqu'en 2004.
Pendant les 7 premières années, le groupe ainsi constitué pour accompagner Bernard Lavilliers comporte également François Bréant, Manu Lacordaire (qui sera remplacé par Philippe Leroux en 1980), Patrice Tison (qui sera remplacé par Hector Drand dès 1977) et Dominique Mahut.
Pascal Arroyo est avec ce groupe un des acteurs de l’ascension de Bernard Lavilliers. Les concerts sont des triomphes de plus en plus grands et le groupe fait une moyenne de 120 concerts par an. Bernard Lavilliers, qui aime l’improvisation en scène et les musiques d’ailleurs, laisse à son groupe une grande liberté d’expression
Le groupe fondateur du « son » Lavilliers est dissous par l’artiste en 1983… mais en 1984 Bernard Lavilliers rappelle Pascal Arroyo pour lui demander de créer et diriger une nouvelle équipe. Pascal Arroyo en sera l’élément central et prépondérant, garant de la stabilité artistique tant en scène qu’en studio jusqu'en 2004.
Il est alors reconnu comme un des tout meilleurs bassistes de la scène française avec une influence significative sur ses cadets, il joue des claviers et chante, il signe une trentaine de titres comme compositeur (Les Mains d'or, Petit, Gentilshommes de fortune, Faits divers, Le Clan mongol, Jamaica, La Peur, État des lieux, À suivre, Elle chante - avec Cesária Évora), et il assure un rôle de compositeur, d’arrangeur, de réalisateur, et de directeur musical en studio comme lors des tournées.

### Collaboration musicale avec divers artistes français
En 1978 puis 1979, Pascal Arroyo collabore aux deux albums solos de son complice François Bréant, Sons optiques (avec entre autres Didier Lockwood), et Voyeur extra-lucide (avec entre autres Klaus Blasquiz) et joue ce répertoire en public au cours d’une tournée avec François Bréant, Emmanuel Lacordaire, Félix Blanchard et Guy Khalifa.
Pascal Arroyo est le bassiste d’albums ou de concerts de multiples artistes français comme Catherine Lara, Dick Annegarn, Mort Shuman, Jean-Michel Caradec, France Gall (en particulier son succès « Musique » sur l’album Dancing Disco en 1977), Michel Berger, Albert Marcoeur, Yves Simon, Philippe Lavil, Pierre Vassiliu, Johnny Hallyday, Maxime Leforestier, Diane Dufresne, Gheorghe Zamfir, Francis Cabrel, Renaud, Jean-Patrick Capdevielle, Hugues Aufray, Bill Deraime, Faudel, Jean-Jacques Goldman, Michel Sardou, Michele Torr, Souad Massi.
Il est également le co-bassiste de l’émission hebdomadaire live L'Oreille en coin de France Inter pendant 2 ans, et du spectacle Le Roi Soleil au Palais des sports de Paris.
Il compose, arrange, ou réalise plusieurs albums pour Dick Annegarn (album Anticyclone), Jean-Patrick Capdevielle (album Vue sur cour), Au p'tit bonheur (album Optimiste).
La chanson « Les Mains d’or » (Lavilliers/Arroyo) est reprise par Juliette Gréco. En 2020 le chanteur Kaddour Hadadi (HK) utilise la mélodie des Mains d'Or pour composer « Danser encore » mais malheureusement sans en désigner la paternité d'origine (Lavilliers/Arroyo). 
Pascal Arroyo compose des musiques de courts-métrages, de films et télé-films pour Gérard Krawczyk entre autres.
Depuis 201, il consacre désormais une partie de son temps à faire du « coaching » pour transmettre à de jeunes artistes l’expérience qu’il a acquise dans tous ces domaines.

### NEMO C NEMO
En 2013, Pascal Arroyo se réunit avec François Bréant, le guitariste Hector Drand (ex Lavilliers), et le batteur Kirt Rust (ex Weidorje, etc.) pour faire revivre et développer la musique de NEMO.
Le groupe ainsi ressuscité s’appelle NEMO C NEMO !
(Ne pas confondre avec un autre groupe de rock progressif, basé en Haute-Loire, qui a également choisi – probablement par inadvertance - de s’appeler NEMO)
NEMO C NEMO se produit pour la première fois en concert fin janvier 2014 au Théâtre de l’Abbaye à Saint-Maur, en première partie du chanteur Michel Naves, avec une set list mélangeant des compositions de la période 1973-76 avec de nouvelles compositions de Pascal Arroyo et François Bréant.

## Discographie[1],[9],[10],[11]

### Avec NEMO
- NEMO
- Doin’ Nuthin’

### Avec Bernard Lavilliers
Albums studio :
- 15e Round (1977)
- Pouvoirs (1979)
- O gringo (1980)
- Nuit d'amour (1981)
- État d'urgence (1983)
- Voleur de feu (1986)
- If... (1988)
- Solo (1991)
- Champs du possible (1994)
- Clair-obscur (1997)
- Arrêt sur image (2001)
- Carnets de bord (2004)[8]

Albums en public :
- T'es vivant... ? (1978)
- Live Tour 80 (1980)
- Live - On The Road Again 1989 (1989)
- Histoires en scène (2000)

Bande originale de films dont la musique est composée par Bernard Lavilliers et son groupe :
- Neige de Juliet Berto et Jean-Henri Roger (1981)
- Rue barbare de Gilles Béhat (1983)

### Principales collaborations avec d’autres artistes
- Musique (France Gall) Album Dancing Disco
- Tout est possible (Michel Berger) Album Beauséjour
- Il tape sur des bambous (Philippe Lavil)
- Elle préfère l'amour en mer  (Philippe Lavil)
- La terre est si belle !  (Hugues Aufray) 1991
- Un autre désir (Yves Simon) 1977
- Demain je t'aime (Yves Simon) 1978
- Une vie comme ça (Yves Simon) 1981
- USA/USSR (Amazoniaque) (Yves Simon) 1983
- Sons optiques (François Bréant)
- Voyeur extra-lucide (François Bréant)
- Anticyclone (Dick Annegarn)
- Vue sur cour (Jean-Patrick Capdevielle) 1990
- Optimiste (Au p'tit bonheur)

### Musiques de courts métrages
- Toro Moreno (Gérard Krawczyk)
- Homicide by Night (Gérard Krawczyk)

### Musiques de films et téléfilms
- Sale Destin (Sylvain Madigan)
- 2 flics à Belleville (Sylvain Madigan)

## Sources
- « - Interview : Bernard Lavilliers § Albumrock », sur albumrock.net (consulté le 14 août 2020)
- « / ARTISTdirect », sur ARTISTdirect (consulté le 23 mai 2023)
- « Nemo (27) », sur Discogs (consulté le 14 août 2020)
- « Pascal Arroyo », sur Discogs (consulté le 14 août 2020)
- « Pascal Arroyo / Credits / AllMusic », sur AllMusic (consulté le 14 août 2020)
- Richard Louapre, 1958-1968 : les années rock en Haute-Normandie, 2002, 128 p. (ISBN 978-2-906258-70-9, lire en ligne), p. 109.
- « Document sans nom », sur francoisbreant.com (consulté le 23 mai 2023)